# Intellivision
L'Intellivision est une console de jeux vidéo produite par Mattel et sortie en 1979. Le développement de la console a commencé en 1978, moins d'une année après l'introduction de sa principale concurrente, l'Atari 2600.

## Historique
L'Intellivision, mot-valise formé à partir de Intelligent Television, a été développé par la division électronique de Mattel, une filiale formée spécialement pour le développement des jeux électroniques. La mise en marché expérimentale de la console a eu lieu à Fresno en Californie en 1979 avec au total quatre jeux disponibles. Elle sortit dans l'ensemble des États-Unis en 1980 au prix de 299 $ et avec le jeu Las Vegas Poker & Blackjack fourni en standard.
Bien que n'étant pas le premier système qui concurrençait Atari — Fairchild Semiconductor, Bally, et Magnavox étaient déjà sur le marché — c'était le premier qui constituait une menace sérieuse face à la domination d'Atari. Une campagne de publicité animée par l'acteur George Plimpton comparait impitoyablement les possibilités de l'Atari 2600 à celles de l'Intellivision.
La première année, Mattel vendit 175 000 consoles Intellivision et accrut sa bibliothèque de 19 jeux. À ce moment, tous les jeux Intellivision avaient été développés par des sociétés extérieures (notamment APh Technological Consulting). Se rendant compte que les bénéfices potentiels étaient beaucoup plus importants avec les logiciels, Mattel constitua son propre groupe interne de développement de logiciels. Pour garder ses programmeurs loin de son rival Atari, leur identité et leur lieu de travail furent gardés secrets. Pour le public, ces programmeurs sont désignés collectivement sous le nom de Blue Sky Rangers, où les équipes oscilleront entre 9 et 200 développeurs.
Dès 1981, la console permet le jeu en ligne aux États-Unis. En effet, Mattel utilise le PlayCable (en) avec un service d'accès par téléchargement via le câble. L'intégralité du catalogue était disponible, un jeu acheté 4,95 $ était jouable pendant 24 heures.
En 1982, les ventes progressaient. Plus de deux millions de consoles furent vendues vers la fin de l'année, faisant gagner à Mattel 100 millions de dollars en bénéfice. Ce fut une grande année pour Mattel. Les éditeurs de jeux pour Atari, Activision, Coleco et Imagic commencèrent à sortir des jeux pour l'Intellivision. La plupart des titres se sont vendus à plus d'un million d'exemplaires chacun. Mattel présenta un nouveau périphérique innovant, l'Intellivoice. C'était un dispositif de synthèse vocale qui produisait de la parole pour des jeux conçus pour ce périphérique (voir plus bas).

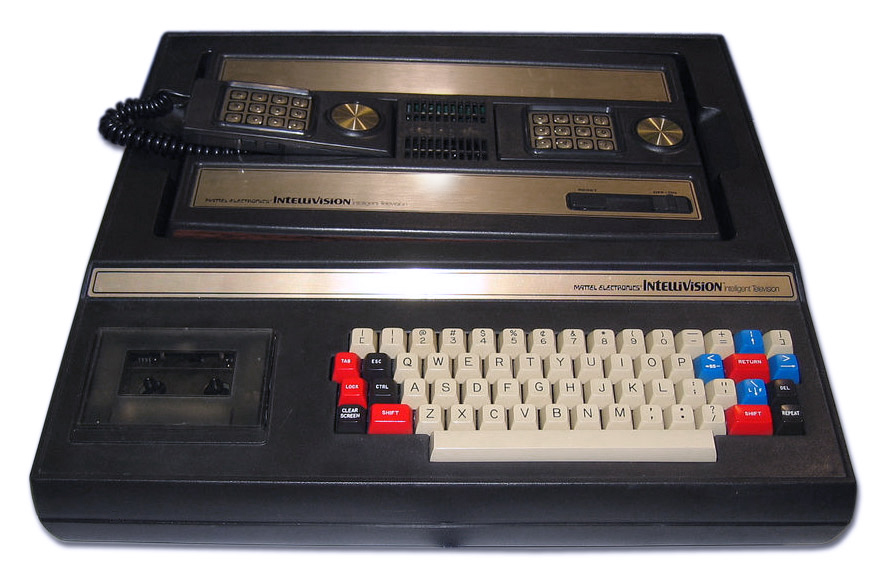
La Blue Whale, premier module à clavier de l'Intellivison à être produit, accueillant une console Intellivision.

Mais beaucoup d'utilisateurs réclamaient la sortie d'un clavier, une mise à jour vers un ordinateur « imminente » selon Mattel. Toutefois la mise à jour s'avéra chère à développer et à produire, ainsi Mattel freina son développement. Mattel fut poursuivie par la Federal Trade Commission pour publicité mensongère et condamnée à payer une amende mensuelle jusqu'à la sortie de la mise à jour promise[réf. nécessaire]. Enfin Mattel mit le clavier en vente par correspondance. Quatre mille unités de ces Blue Whale, quelquefois appelées Intelliputers, furent vendues. Beaucoup d'entre elles furent retournées plus tard quand Mattel les rappela en 1983. La raison du rappel était simplement que l'unité était très chère à produire et à soutenir, mais les ingénieurs de Mattel avaient trouvé une alternative plus accessible. Une nouvelle mise à jour en ordinateur, l'Entertainment Computer System (en) (ECS, « système informatique de divertissement »), était beaucoup plus petit, et plus facile à produire que le premier clavier. Les deux unités étaient incompatibles, mais les propriétaires de la plus ancienne pouvaient recevoir la nouvelle en échange.

### Intellivision II

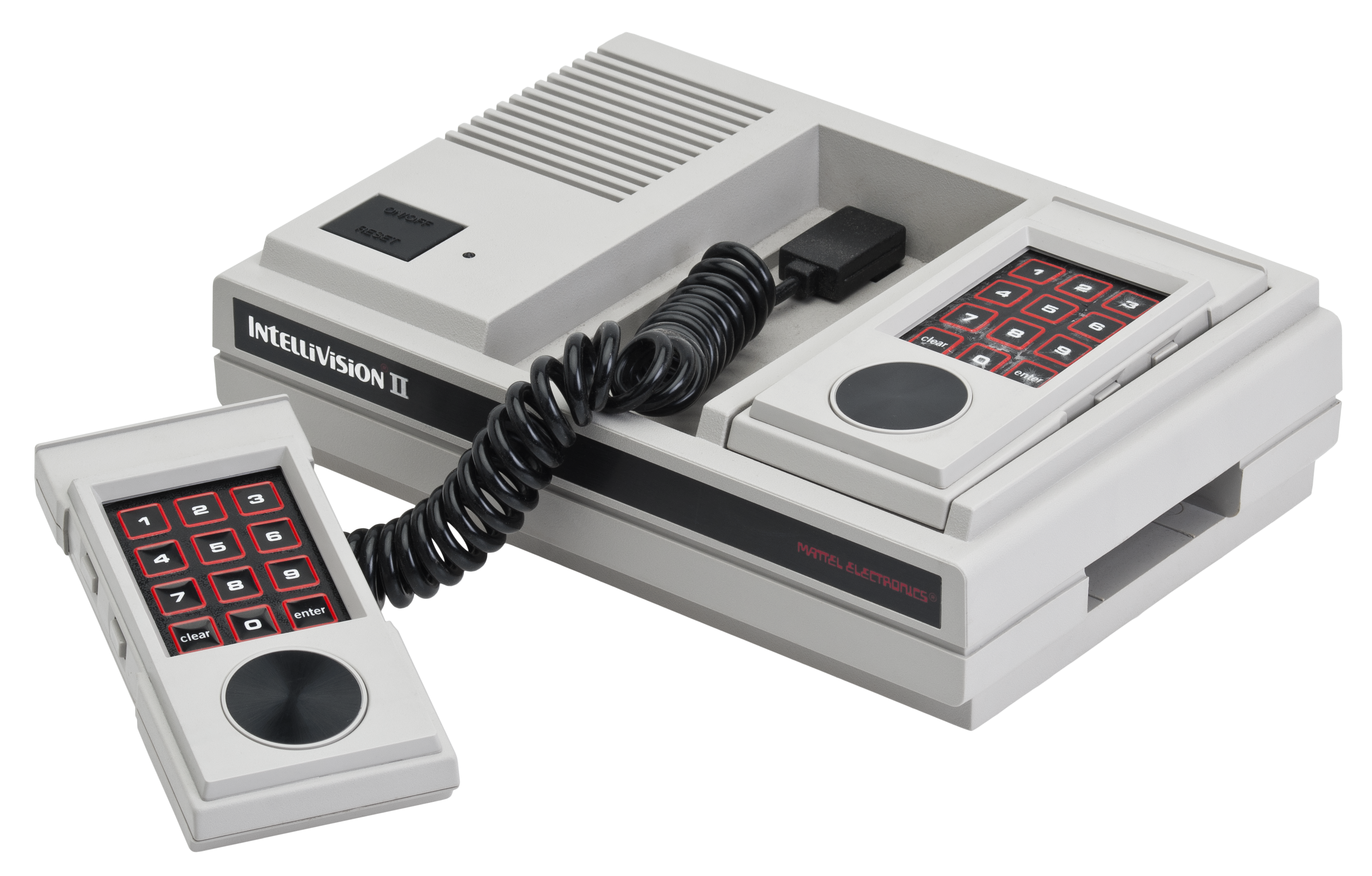
L'Intellivision II.

En plus du lancement de l'ECS, 1983 vit également l'introduction d'une Intellivision II redesignée (comportant des joysticks détachables et un nouveau boîtier), le commutateur de système (pour jouer aux jeux de l'Atari 2600 sur l'Intellivision II), et un clavier musical pour l'ECS. Mais en dépit de cet afflux de nouveaux matériels, il y avait aussi des ennuis pour l'Intellivision. Les nouvelles consoles de jeux — Colecovision (1982), Atari 5200 (1983), et Vectrex (1983) — prenaient des parts de marché de Mattel, et le crash des jeux vidéo commença à faire pression sur l'industrie tout entière. En août, il y eut des licenciements massifs chez Mattel, et l'Intellivision II (qui fut lancée à 150 $ au début de l'année) fut vendue à 69 $. Mattel Electronics signala des pertes de 300 millions de dollars.
Au début de 1984, la division électronique de Mattel ferma. Elle fut la première grande victime du crash alors que des prototypes des versions III puis IV étaient à l'étude.

### INTV Corporation

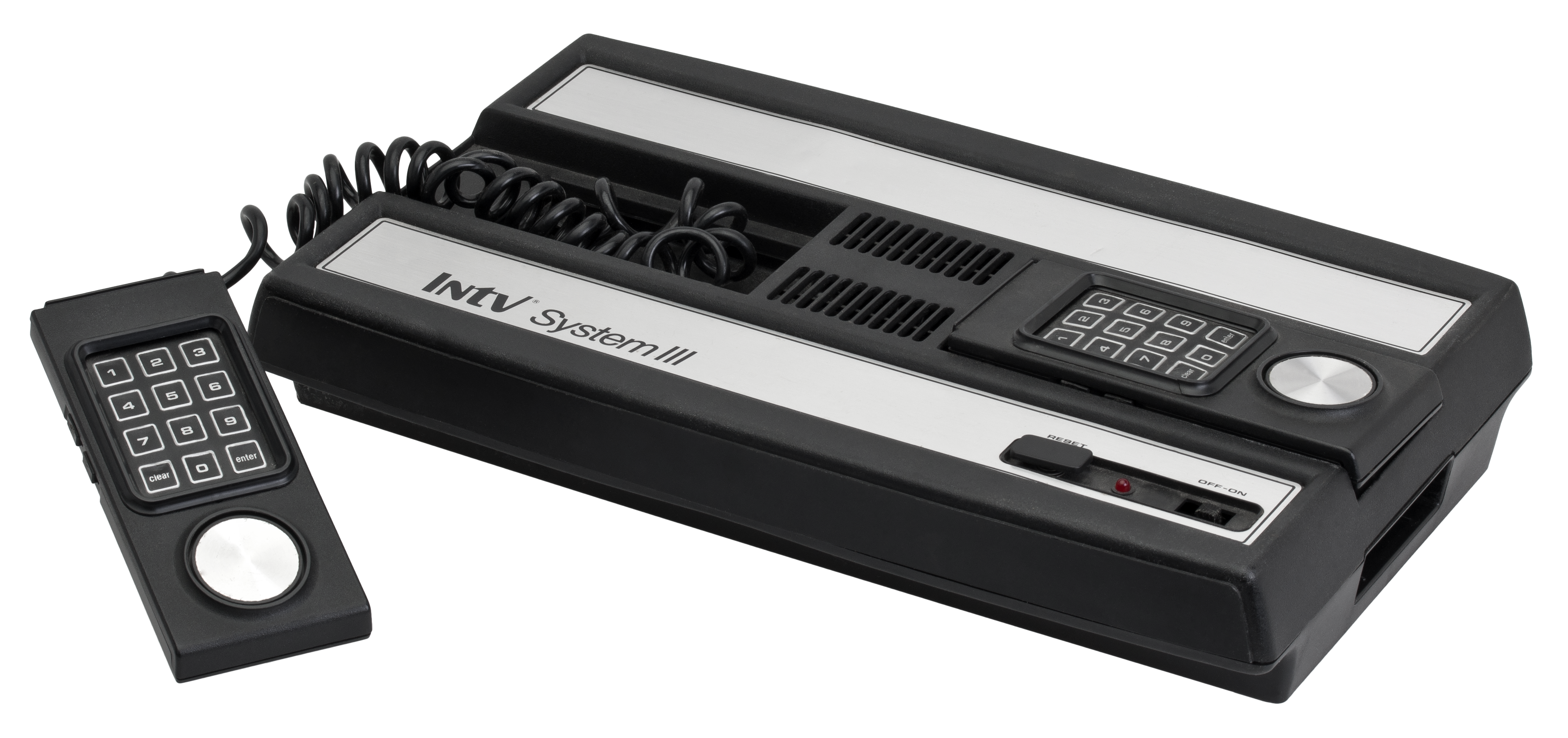
L'INTV System III.

Mais étonnamment la console renaît de ses cendres quand un groupe d'employés réunis autour de Terrence Valeski, ancien vice président du marketing et des ventes chez Mattel Electronics, achète tous les droits de l'Intellivision et des logiciels de Mattel, aussi bien que tout l'inventaire restant. La nouvelle compagnie, Intellivision Inc. puis INTV Corp., continua à vendre de vieux stocks par l'intermédiaire de revendeurs et de la vente par correspondance. Quand les vieux stocks d'Intellivision II furent épuisés, ils présentèrent l'INTV System III. Cette console était uniquement une réactualisation cosmétique de la première console Intellivision (cette console fut plus tard renommée le Super Pro System). En plus de la fabrication de nouvelles consoles, INTV Corp. continua également à développer des jeux, éditant quelques nouveaux titres chaque année. La société ne ferme définitivement ses portes qu'en 1991, après avoir apporté environ 500 000 consoles supplémentaires dans les foyers, et enrichi la logithèque de l'Intellivision de 21 nouveaux titres, dont 6 programmés à partir de zéro (4 de la série des jeux sportifs Super Pro, et le portage de 2 titres d'arcade, Commando et Pole Position).

### Intellivision Productions
En 1997, deux anciens programmeurs de Mattel Electronics, Keith Robinson and Stephen Roney, obtiennent les droits sur la console et les jeux, et fondent la société Intellivision Productions.

#### Intellivision Lives!
Afin de rendre accessibles la logithèque Intellivision sur les systèmes  modernes, la société lance le projet Intellivision Lives!, une compilation regroupant une soixantaine de jeux (dont plusieurs prototypes ou versions non commercialisées à l'époque) sous la forme de leur code original et un émulateur Intellivision tournant sur PC et Mac. Entre 1997 et 1998, la promotion de cette initiative est assurée par la distribution gratuite, en téléchargement, de trois volumes Intellipack, comprenant chacun l'émulateur et trois jeux. En 2001, vient s'ajouter Intellivision Rocks, qui propose 30 jeux supplémentaires, dont ceux sous licence Imagic et Activision.
En novembre 2005, Intellivision Productions annonce la production de nouvelles cartouches de jeux Intellivision. Les premiers titres concernés seraient Deep Pockets et Illusions, deux jeux terminés mais jamais sortis à cause des fermetures de leurs éditeurs respectifs, INTV et Mattel Electronics. Toutefois, cette annonce ne sera pas suivie d'effet.

#### Intellivision 25, Intellivision 10, Intellivision X2
Techno Source (en) produit en 2003, sous licence Intellivision Productions, deux consoles « tout-en-un », nommées Intellivision 25 et Intellivision 10,, proposant respectivement 25 (Astrosmash, Star Strike, Skiing, Hover Force, Buzz Bombers, Space Armada, Space Hawk, Shark! Shark!, Space Battle, Thin Ice, Snafu, Sub Hunt, Chip Shot Super Pro Golf, Vectron, Body Slam Super Pro Wresling, Super Pro Football, Thunder Castle, Tower of Doom, Motocross, Night Stalker, Hockey, Pinball, World Championship Baseball, Super Pro Volleyball, Slam Dunk Super Pro Basketball) et 10 jeux (Star Strike, Skiing, Space Armada, Snafu, Shark! Shark!, Night Stalker, Astrosmash, Super Pro Football, Motocross, World Championship Baseball). Cette fois-ci, les jeux ne sont pas émulés, mais réécrits pour le matériel spécifique à la console, intégré dans une manette au design contemporain qui se branche directement au téléviseur (« direct to TV »). Deux ans plus tard sortent l'Intellivision X2, reprenant le même principe mais dans une version à deux manettes, permettant le jeu à deux joueurs, et proposant 15 jeux intégrés (Astrosmash, Baseball, Beach Volley, Buzz Bombers, Football, Frog Bog, Hockey, Long Drive Golf, Maze Shoot, Night Stalker, Pinball, Soccer, Space Armada, Space Gunner, Tennis), et l'Intellivision 10 2nd Edition intégrant 10 jeux (Astrosmash 2, Beach Volley, Crown of Kings, Deadly Discs, Frog Bog, Long Drive Golf, Maze Shoot, Space Armada 2, Space Gunner, Tennis).

#### Intellivision Flashback
Toujours sous licence Intellivision Productions, AtGames Digital Media sort en 2014 l'Intellivision Flashback, une console miniature avec deux manettes similaires à celles de la console originale, accueillant des overlays en plastique de même format. La console propose 60 jeux intégrés (61 pour l'édition exclusive distribuée par Dollar General, proposant Baseball en bonus), dont les deux titres Advanced Dungeons & Dragons jamais réédités jusqu'alors pour des raisons de droits, sous les titres Crown of Kings et Minotaur.

### Intellivision Entertainment

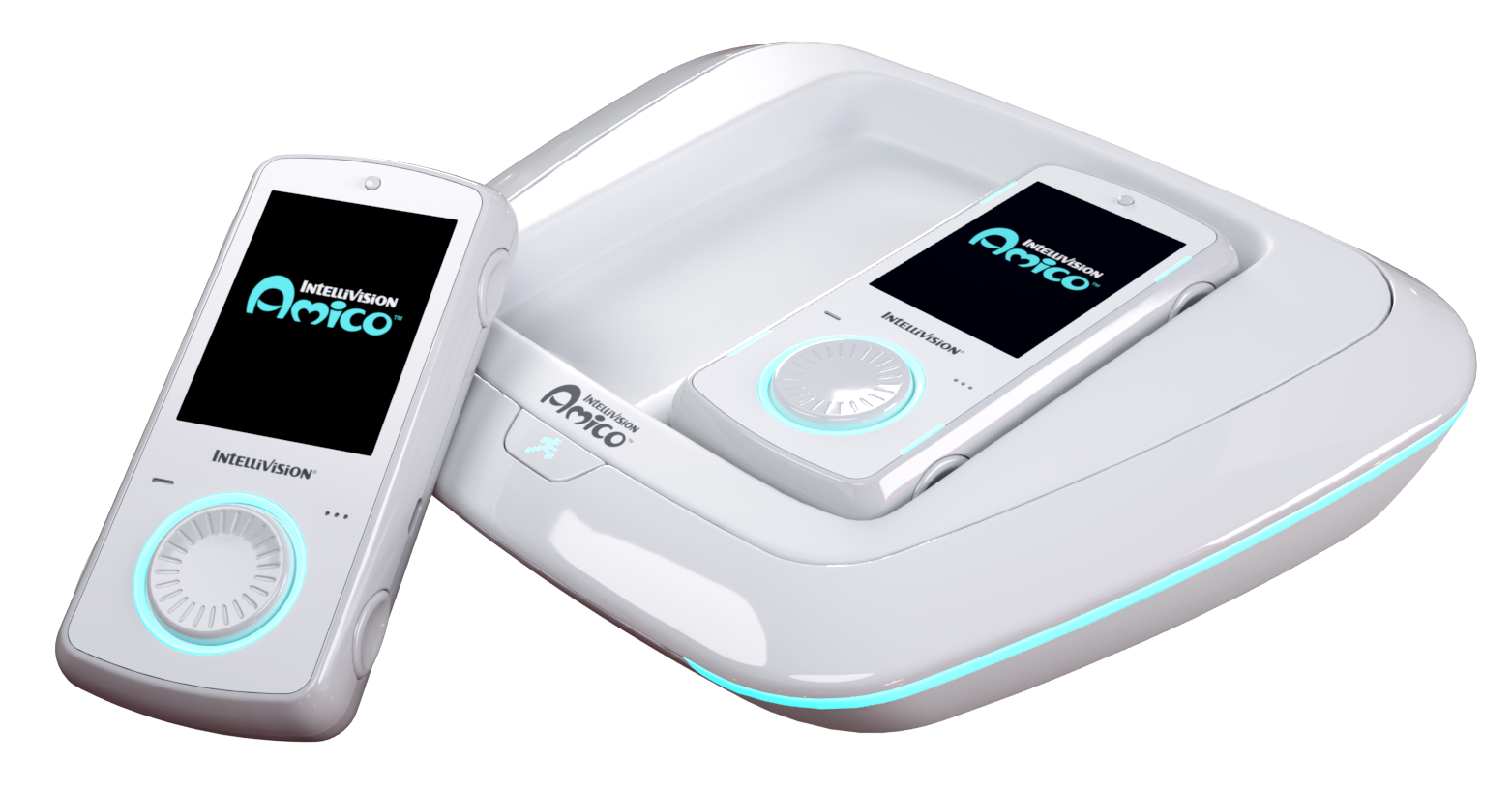
L'Intellivision Amico.

En mai 2018, à la suite du décès de Keith Robinson en 2017, le musicien Tommy Tallarico annonce avoir acquis les droits sur la marque Intellivision et les jeux associés via sa société Intellivision Entertainment et dévoile son intention de développer une nouvelle console de jeu. En octobre 2018, la future console Intellivision Amico est annoncée au public, sa date de commercialisation étant prévue pour deux ans plus tard, le 10 octobre 2020. Elle sera toutefois repoussée à plusieurs reprises.

### Blue Sky Rangers, Inc.
Dans la foulée, Intellivision Productions est renommée Blue Sky Rangers, Inc. en hommage à l'équipe de développement de l'Intellivision. Cette nouvelle société annonce vouloir continuer sa mission de préservation et de promotion du patrimoine de la console de Mattel. Une de ses premières actions est la commercialisation d'un ancien stock, datant de l'époque d'INTV, de cartouches Slap Shot: Super Pro Hockey dans un nouveau packaging,.

### Atari SA
Le 23 mai 2024, près de 45 ans après le début de ce qui a été la première guerre des consoles, Atari annonce l'acquisition de la marque Intellivision et de l'intégralité de la logithèque de son ancien rival auprès d'Intellivision Entertainment.

## Jeux
Plus de 6 millions de consoles Intellivision (clones compris) furent vendues pendant 12 ans. Il y eut près de 135 jeux Intellivision, dont 9 sortis en France et en français en janvier 1986 et 2 en février 1986.

## Caractéristiques techniques

### Généralités
L'Intellivision fut la première console de jeux 16 bits, bien que les gens l'ont souvent désignée de manière erronée comme étant une console 10 bits parce que plusieurs des commandes du processeur font 10 bits de longueur. Un mot de 10 bits de données s'appelle un « decle ». Elle fut également le premier système à utiliser le « haut débit ». En 1981, General Instrument (fabricant du processeur de l'Intellivision, connu aujourd'hui pour ses set-top-boxes et puces pour DVD) fit équipe avec Mattel pour sortir le « PlayCable » (« câble de jeu »), un dispositif qui permettait aux abonnés le téléchargement des jeux Intellivision par l'intermédiaire du réseau câblé de télévision.

### Spécifications
- Processeur 16 bits General Instrument CP1610 cadencé à ~895 kHz[1]
- 371 octets de mémoire vive[1]
- 4 Ko de ROM avec 2 VROM[1]
- Résolution de 160 pixels de large par 96 pixels de haut (5 × 4 pixels TV font un pixel Intellivision)[1]
- Palette de 16 couleurs, pouvant être toutes affichées simultanément[1]
- 8 sprites d'une taille de 8 × 8 ou 8 × 16 pixels (avec différentes possibilités de symétries et de modification d'échelle)[1]
- 3 voies sonores, avec 1 générateur de bruit (puce audio GI AY-3-8914)
- Contrôleurs de jeu 
  - Clavier 12 boutons (0 – 9, Clear et Enter)
  - 4 boutons latéraux (dont deux sont physiquement connectés, faisant en réalité trois boutons distincts)
  - Disque directionnel, capable de détecter 16 directions

### Variantes

#### Super Video Arcade

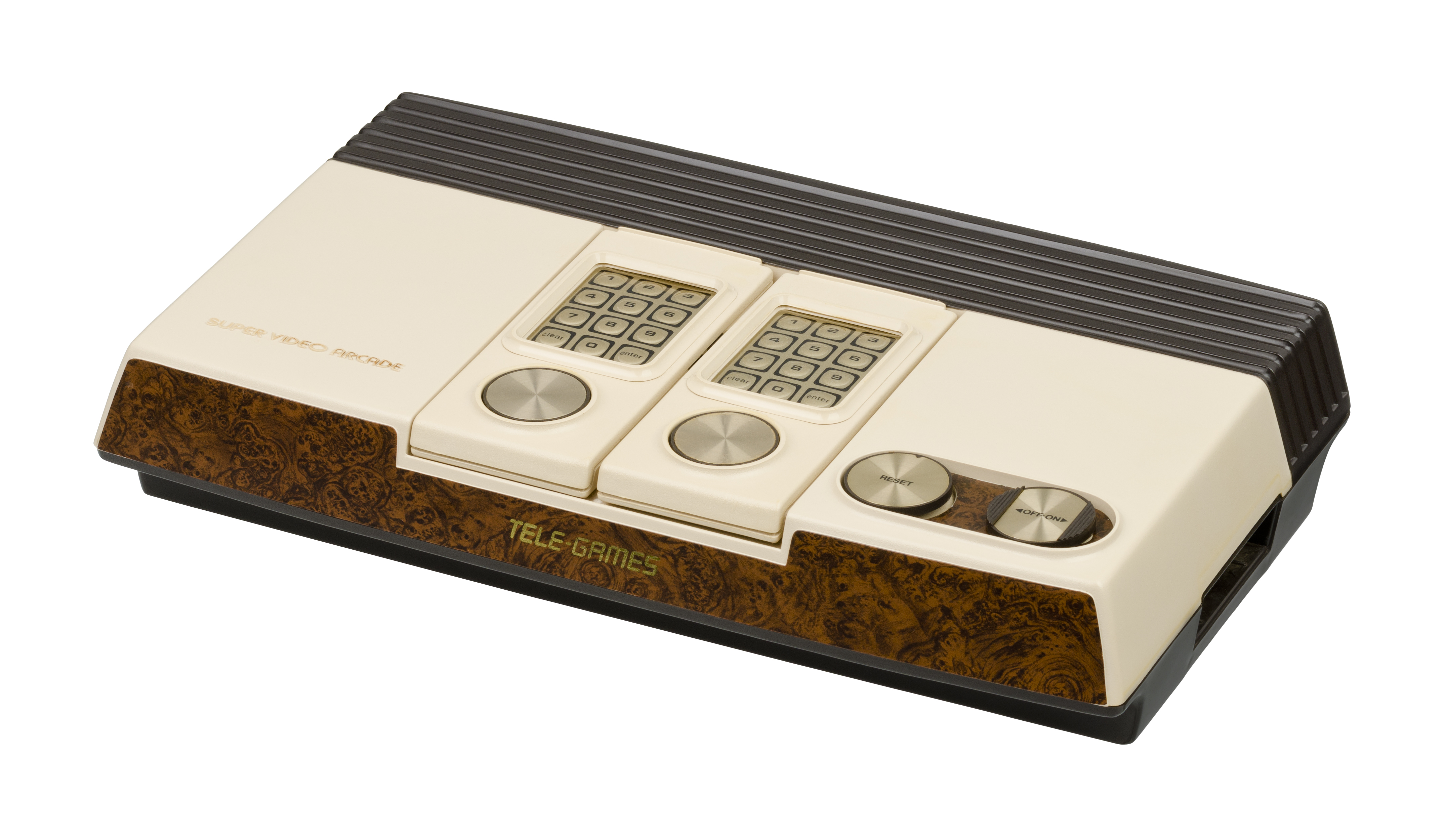
La Super Video Arcade.

Une version spéciale de l'Intellivision fut produite par Mattel pour le compte de Sears/Tele-Games, sous le nom de Super Video Arcade. Elle était destinée à être commercialisée exclusivement dans les magasins de l'enseigne Sears. Le hardware reste le même et seule la caisse change.
Mattel produisit également ses premiers jeux en une version destinée au même réseau de distribution, gommant au passage certaines mentions « Mattel Electronics » sur les écrans titres ou les références aux licences réservées à Mattel : ABPA Backgammon fut ainsi renommé en Backgammon, NBA Basketball en Basketball, etc. Au total, 21 titres furent ainsi distribués sous le label Tele-Games.

#### Tandyvision One
De la même manière, RadioShack (Tandy) fait produire sa version, nommée Tandyvision One, reprenant le design de l'Intellivision originale, toute noire, avec une finition en faux bois. Elle était vendue avec la cartouche de jeu Las Vegas Poker & Blackjack

#### Sylvania/GTE
Une version propre à la chaine de magasins GTE existe également. Elles présentent uniquement quelques petites différences cosmériques : le dessus est argenté et non doré, et il n'y a pas de finition en faux-bois en facade et à l'arrière.

### Intellivoice

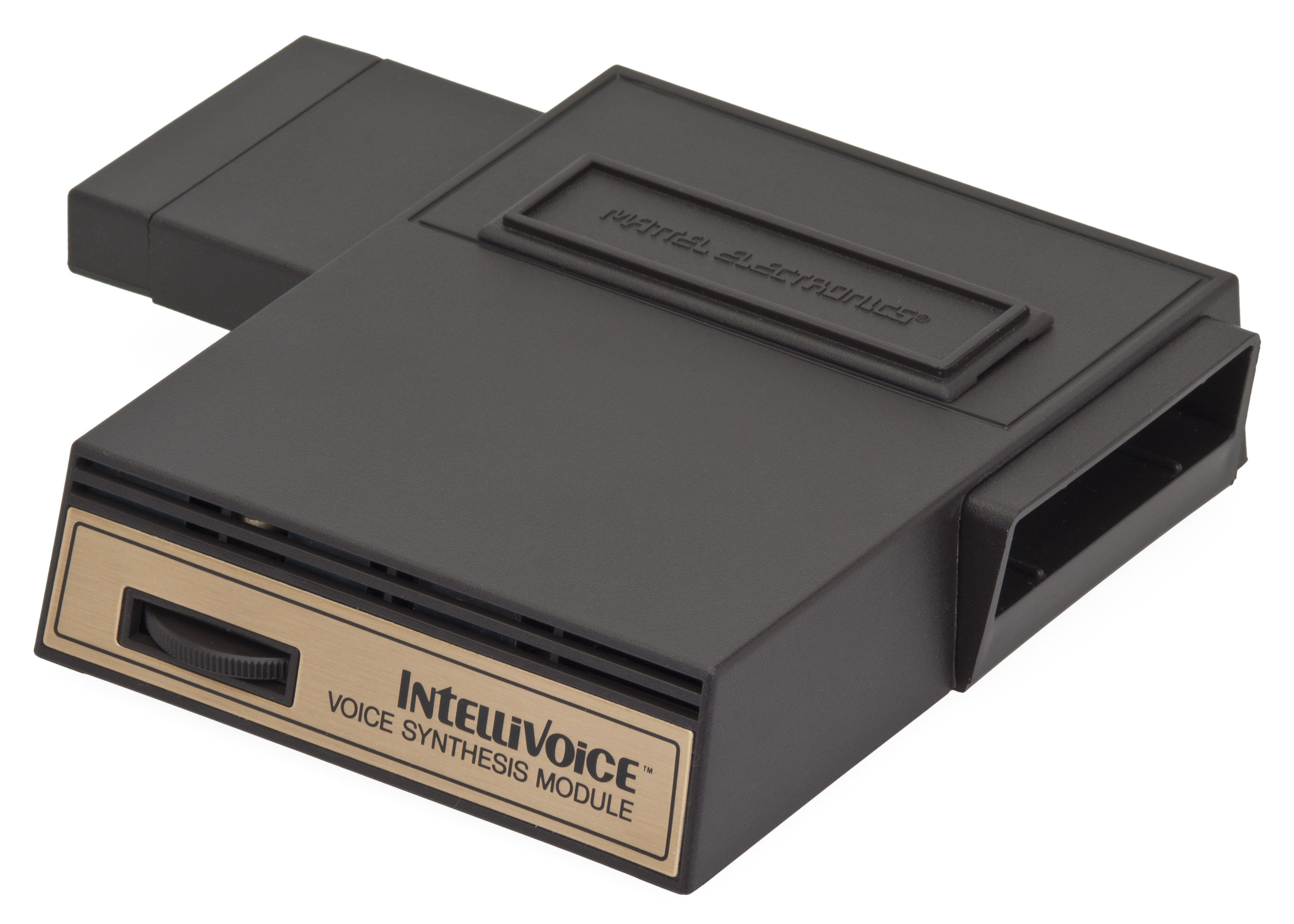
L'Intellivoice.

En 1982 sortit l'Intellivoice Synthesis Voice Module (en). Le périphérique se branchait sur le lecteur cartouche de la console (l'add-on le substituait avec son propre lecteur). Le module pouvait améliorer le son, ce qui délivrait la capacité de synthétiser des voix audibles dans les jeux compatibles (même si la technologie est sommaire, ce qui fait que les voix soient robotiques). Les ventes furent décevantes, le périphérique est abandonné l'année suivante, même si des versions internationales devaient suivre. La faute au prix du module, 100 $ sans jeux inclus, mais également au prix des jeux, 45 $ qui chutaient lentement par rapport aux jeux classiques ainsi qu'à la ludothèque faible composée de seulement 5 jeux : B-17 Bomber, Bomb Squad, Space Spartans, Tron: Solar Sailer et World Series Major League Baseball.

### System Changer
Le System Changer est un add-on vendu d'abord séparément, puis inclus dans l'Intellivision II lors de sa sortie en 1983. Il permet à la console d'accéder aux jeux de la VCS 2600 d'Atari. Atari intentera un procès mais le perdit car la plainte portait sur le nom et non sur la manière d'accéder au contenu des cartouches.